# Эмблингия
Emblingia calceoliflora — единственный вид цветковых растений рода Эмблингия (лат. Emblingia) монотипного семейства Эмблингиевые (лат. Emblingiaceae).

## Ареал и местообитание
Эндемик Западной Австралии, где растёт на сером, жёлтом или красном песке песчаных равнин западного побережья. Чаще всего встречается на песчаной равнине Геральдтон и биогеографическом регионе Карнарвон, но также произрастает на северо-западе региона Avon Wheatbelt.

## Ботаническое описание
Это многолетний травянистый стелющийся полукустарник. Листья простые, с прилистниками. Края листа жёсткие. Цветки неправильные, одиночные, белые, кремовые, жёлтые, зелёные или розовые, появляются на растении с августа до ноября. Плод сухой.

## Охранный статус
На данный момент виду опасность не грозит.

## Таксономическое положение
Вид и род были впервые описаны в 1861 году Фердинандом Мюллером в работе Fragmenta phytographiae Australiae по образцам, собранным в регионе Мерчинсон учёными Пембертоном Валькоттом (англ. Pemberton Walcott) и Августом Фредериком Олдфилдом (англ. Augustus Frederick Oldfield).
Определение положения этого рода в каком-либо семействе представлялось сложной проблемой. В разное время эмблингию относили к семействам Каперсовые (лат. Capparaceae), Сапиндовые (лат. Sapindaceae), Гудениевые (лат. Goodeniaceae) и, в системе Кронквиста, Истодовые (лат. Polygalaceae). В 1965 году Герберт Кеннет Эйри Шоу выделил эмблингию в самостоятельное семейство Эмблингиевые (лат. Emblingiaceae), и это выделение признано системами APG II и APG III, а также системами Дальгрена (англ. Dahlgren), Ривила (англ. Reveal), Стивенса (англ. Stevens), Тахтаджяна, Торна (англ. Thorne). Молекулярные исследования определили положение этого семейства в порядке Капустоцветные (лат. Brassicales).